# جون باومغارتنر
جون باومغارتنر (بالإنجليزية: John Baumgartner)‏ هو لاعب كرة قاعدة أمريكي، ولد في 29 مايو 1931 في برمنغهام في الولايات المتحدة.

## وصلات خارجية
- جون باومغارتنر على موقعبيزبول رفرنس.كوم (الدوري الرئيسي) (الإنجليزية)
- جون باومغارتنر على موقعبيزبول رفرنس.كوم (الدوري الثانوي) (الإنجليزية)